# Markvatten
Markvatten är det vatten som finns kapillärt bundet i markporerna. Marken består dels av fast material och dels av markporer. I markporerna finns både markluft och markvatten i varierande mängder, beroende på porstorleksfördelningen och aktuell tension. Det aktuella mängdförhållandet mellan markluft och markvattnet framgår för övrigt av markens pF-kurva.
För växternas transpiration används det växttillgängliga markvattnet som finns i rotzonen.

## Dränerbart markvatten
Dränerbart markvatten är den mängd markvatten och grundvatten som kan ledas bort genom dränering. När det slutat rinna i täckdikena, har marken uppnått fältkapacitet.
Mängden dränerbart markvatten i markprofilen kan utläsas av en pF-kurva.

## Skillnaden mellan grundvatten och markvatten
Markvattnet är det kapillärt bundna vattnet i marken, som alltså är under tension och således har en negativ tryckpotential. När markvattnet får en positiv tryckpotential, kallas det för grundvatten. Grundvattenytan utgör själva gränsen mellan grundvattnet och markvattnet och har per definition tryckpotentialen 0.
Ibland används både termen markvatten och termen grundvatten för allt vatten som finns i marken.